# Байрам (танцевальный ансамбль)
«Байрам» - Заслуженный коллектив народного творчества Республики Башкортостан, является одним из ведущих коллективов Республики. Ансамбль создан в 1997 году в городе Уфа Республики Башкортостан. Художественным руководителем ансамбля является Заслуженный работник культуры Республики Башкортостан, Почётный работник общего образования Российской Федерации Набиуллин Айрат Больвихович.
Участники коллектива обладают высоким исполнительским мастерством и пользуются заслуженным авторитетом не только в Республике, но и в России. Профессиональный рост коллектива, широкий разнообразный репертуар способствует успешному существованию и развитию ансамбля. За высокий профессионализм и мастерство в 2001 году коллектив был удостоен звания «Народный», а в 2023 году – почётного звания «Заслуженный коллектив народного творчества Республики Башкортостан».
«Байрам» успешно выступает на мероприятиях районного, городского и Республиканского значений, а также активно принимает участие на Международных фестивалях. За годы своего существования ансамбль гастролировал в Турции, Греции, Испании, Италии, Франции, Португалии и многих других странах. Ансамбль постоянно участвует в различных конкурсах, демонстрируя своё мастерство и занимая почётные места. 
Коллектив имеет несколько возрастных составов, каждый из которых по-своему уникален. С каждым составом работают квалифицированные специалисты, балетмейстеры и педагоги-репетиторы. С 4-х лет дети в ансамбле окунаются в яркий мир танца, узнают основы акробатики, гимнастики, классической и народной хореографии. 
В репертуаре ансамбля множество оригинальных танцевальных номеров, сюжетных постановок и хореографических композиций. Башкирский, русский, марийский, чувашский, мордовский, белорусский, аргентинский – эти и многие другие танцы народов России и Мира, многие из которых поставлены руководителем ансамбля, балетмейстером Айратом Больвиховичем Набиуллиным, входят в золотой фонд коллектива. Каждый концертный номер – яркое зрелище, история народа, интересные   костюмы и неповторимый сюжет. 
 Ансамбль «Байрам» - это яркий коллектив, хореографическая школа и большая дружная творческая семья. Из года в года ансамбль растёт, развивается и совершенствуется. Появляются новые хореографические постановки, завоёвываются награды на крупных фестивалях и конкурсах. Коллектив продолжает работать во благо хореографического искусства города и Республики, сохраняя традиции народов и передавая их из поколения в поколение.
| Девичьи номера:     |
| ------------------- |
| "Цветущая Сирень"   |
| "Чувашский девичий" |
| "Наездницы"         |

| Мужские номера:    |
| ------------------ |
| "Батыры Урала"     |
| "Игры джигитов"    |
| "Русские Хлопушки" |

| Хореографические композиции: |
| ---------------------------- |
| "На берегу Агидели"          |
| "Праздник на Майдане"        |
| "Кичке уйынлар"              |
| "Сабантуй"                   |

| Массовые номера:           |
| -------------------------- |
| "На рассвете"              |
| "Весенняя трель"           |
| "Задорный пляс"            |
| "Выйду ль я"               |
| "Русская пляска"           |
| "Айлы Кис"                 |
| "Маламбо" (Аргентинский)   |
| "Кругликовская пляска"     |
| "Уральская пляска"         |
| "Хорошки" (Белорусский)    |
| "Ой лю модешь" (Марийский) |
| "Озорная молодость"        |
| "Уяв Таши" (Чувашский)     |

| Сольные номера: |
| --------------- |
| "Берлеген"      |
| "Озон сэс"      |
| "Душа Башкира"  |

| Военные постановки: |
| ------------------- |
| "Курсанты"          |
| "Нам экипаж семья"  |
| "Яблочко"           |

## Достижения коллектива
·      Гран-При второго открытого конкурса «Звонкий каблучок», г. Уфа, 2001 г.
·      Гран-при Всероссийского фестиваля «Юность» г. Москва, 2001 г.
·      Лауреат Международного фестиваля в г. Ялово, Турция, 2002г.
·      Гран-При Международного фестиваля «Крымская феерия», г. Евпатория, 2006 г.
·      Гран-При Международного конкурса «Фестиваль трех морей»
·      Лауреаты 1-й степени на Международном конкурсе на приз им. Ф. Гаскарова, г. Уфа, 2012 г.
·      «Золотой диплом» Всероссийского фестиваля фольклорного творчества, г. Белокатай, 2013 г.
·      Лауреаты 1-й степени в Республиканском телевизионном конкурсе «Байык», г. Уфа, 2013 г.
·      Лауреат международных фестивалей "O Mundo a Dancar", "Xornadas de folclore" в Испании и Португалии, 2014 г.
·      Лауреат международного фестиваля "Lefkas International Folklore Festival" в г.Лефкас, о.Лефкада, Греция, 2015г.
·      Победители в номинации "Яркий хореографический образ" на фестивале "На берегах Агидели", г.Салават, 2016г.
·      Участник международного фестиваля в г. Авиано, Италия, 2016 г.
·      Участник фестиваля в Испании г. Сантандер, Испания, 2018 г.
·      Участник фестиваля на острове Кипр, ТРСК, 2019 г.
·      Гран-при международного фестиваля в г. Ялова, Турция, 2019 г.
·      Участник Всемирной фольклориады CIOFF г. Уфа, 2021 г.
·      Лауреат Республиканского телевизионного конкурса «Байык», 2021 г.
·      Участник международный фестиваль народного искусства и ремëсел "САДКО", г. Великий Новгород, 2022 г.
·      Гран-при Республиканского детского конкурса исполнителей башкирского танца «Байык», г. Сибай, 2022 г.
·      Лауреат 1-й степени 5-я национальная премия в области народного танца "Культурное наследие", г. Москва, 2023 г.
·      Лауреаты Республиканского фестиваля детской народной хореографии "Хоровод дружбы», г. Туймазы, 2023 г.
·      Участник международный фестиваль народного искусства и ремëсел "САДКО", г. Великий Новгород, 2023 г.
·      Лауреат 1-й степени закрытого международного грантового конкурса среди лучших хореографических коллективов России "Кубок победителей", г. Москва, 2023 г.
·      Обладатель Гран-при Всероссийского хореографического конкурса «Градиент» и «I Love You», г. Уфа, 2023-2024 г.
·      Обладатель 6-ти Гран-при Всероссийского конкурса "Рождение Звезды" от академии творчества "Золотое Яблочко", а также участник Гала-концерта конкурса в Государственном Кремлёвском дворце, г. Москва, 2024 г.
·      Гран-при Межрегионального фестиваля ансамблей народного танца на приз им. Файзи Гаскарова, г. Мелеуз, 2024 г.